# Andreas Floer
Andreas Floer (Duisburgo, 23 de agosto de 1956 — Bochum, 15 de maio de 1991) foi um matemático alemão. 

## Publicações selecionadas
- Floer, Andreas. An instanton-invariant for 3-manifolds. Comm. Math. Phys. 118 (1988), no. 2, 215–240. Project Euclid
- Floer, Andreas. Morse theory for Lagrangian intersections. J. Differential Geom. 28 (1988), no. 3, 513–547.
- Floer, Andreas. Cuplength estimates on Lagrangian intersections. Comm. Pure Appl. Math. 42 (1989), no. 4, 335–356.

## Publicações póstumas
- Hofer, Helmut. Coherent orientation for periodic orbit problems in symplectic geometry (com A. Floer) Math. Zeit. 212, 13–38, 1993.
- Hofer, Helmut. Symplectic homology I: Open sets in C^n (com A. Floer) Math. Zeit. 215, 37–88, 1994.
- Hofer, Helmut. Applications of symplectic homology I (com A. Floer e K. Wysocki) Math. Zeit. 217, 577–606, 1994.
- Hofer, Helmut. Symplectic homology II: A General Construction (com K. Cieliebak e A. Floer) Math. Zeit. 218, 103–122, 1995.
- Hofer, Helmut. Transversality results in the elliptic Morse theory of the action functional (com A. Floer e D. Salamon) Duke Mathematical Journal, Vol. 80 No. 1, 251–292, 1995. Download from H. Hofer's homepage at NYU
- Hofer, Helmut. Applications of symplectic homology II (com K. Cieliebak, A. Floer e K. Wysocki) Math. Zeit. 223, 27–45, 1996.